# Fernando Geronés
Fernando Diego Geronés (Quilmes, 26 de marzo de 1958) es un político argentino. Hijo adoptivo de Blanca Cotta.

## Trayectoria
Entre 1995 y 1999 fue concejal del bloque de la Unión Cívica Radical. 
Desde entonces, hasta 2003, fue intendente de Quilmes.
Al final de su mandato, había sido preseleccionado para encabezar la lista de senadores provinciales por la UCR pero dejó de estar en la nómina antes de la elección.

## Controversias
Al no poder justificar la compra de una propiedad adquirida en 2001, fue denunciado por enriquecimiento ilícito.
En 2003 fue demorado en Bariloche por viajar junto a su familia a bordo de una camioneta robada y con la documentación del vehículo adulterada. El entonces jefe comunal dijo a la Policía que el vehículo no era suyo sino de un amigo que se lo había prestado para que saliera de vacaciones. Fue acusado en 2002 de poseer estaciones de servicio en Brasil y miles hectáreas de campo en la pampa húmeda, por lo cual debió enfrentar cacerolazos en su domicilio. Fue denunciado por el periodista Dante López Foresi, al constatar la adquisición de una mansión en Bernal, el periodista Foresi  fue desplazado de la emisora donde conducía El infierno de Dante ante las presiones del intendente. y la denuncia no prosperó. También a 2016 era investigado por la causa de empresas fantasma. La causa tiene como imputados, al exintendente radical Fernando Geronés y a otros cinco exfuncionarios, por la contratación directa de "empresas fantasmas" para la realización de obras públicas, un presunto fraude que habría perjudicado al Municipio de Quilmes en unos 12 millones de pesos. Finalmente fue absuelto por el Tribunal en lo Penal n.º 4.